# Bao Shanju
Det här är en artikel om en person med kinesiskt personnamn; Bao är familjenamnet.
Bao Shanju (kinesiska: 鲍珊菊), född 3 november 1997, är en kinesisk tävlingscyklist.

## Karriär
Vid olympiska sommarspelen 2020 i Tokyo tog Bao guld tillsammans med Zhong Tianshi i damernas lagsprint. I den första omgången i tävlingen slog Bao och Zhong världsrekordet med en tid på 31,804 sekunder.